# Giuseppe Domenichelli
Giuseppe Domenichelli (Bolonya, 31 de juliol de 1887 – Bolonya, 13 de març de 1955) va ser un gimnasta artístic italià, que va competir a començament del segle xx.
El 1912 va prendre part en els Jocs Olímpics d'Estocolm, on va guanyar la medalla d'or en la prova del concurs complet per equips del programa de gimnàstica.
Vuit anys més tard, un cop finalitzada la Primera Guerra Mundial, va disputar els Jocs d'Anvers, on revalidà la medalla d'or en el concurs complet per equips.